# Batalla de Tinzawatène (2024)
La batalla de Tinzawatène fue una batalla entre la coalición rebelde tuareg Marco Estratégico para la Defensa del Pueblo del Azawad (CSP-DPA), con la asistencia de Ucrania, y las Fuerzas Armadas de Mali (FAM), respaldadas por el Grupo Wagner, un grupo mercenario ruso. Tuvo lugar en las afueras de Tinzawatène, una comuna cerca de la frontera entre Argelia y Mali. Jama'at Nasr al-Islam wal-Muslimin (JNIM), la filial local de Al Qaeda, también afirmó haber participado en la batalla contra las fuerzas malienses y de Wagner, pero el CSP negó su participación.
La batalla comenzó el 22 de julio de 2024, cuando los rebeldes del CSP tendieron una emboscada a un convoy militar que transportaba personal maliense y de Wagner a Tinzawatène. Los combates que siguieron provocaron decenas de muertos, heridos o capturados por las fuerzas malienses y de Wagner, y los rebeldes reivindicaron el control de la comuna. Las FAM afirmaron haber perdido dos soldados y haber causado más de 20 bajas a los rebeldes, mientras que el CSP y el JNIM afirmaron que murieron alrededor de 50 mercenarios de Wagner y diez soldados malienses. El número de muertos del Grupo Wagner en la batalla varió según los informes de fuentes rusas en Telegram, que afirmaron que estuvo entre 20 y 80. 
Según el medio de comunicación prorruso African Initiative, el Grupo Wagner sufrió al menos 25 muertes, lo que convierte la batalla en su pérdida más importante en Mali desde su despliegue en 2021 y uno de los ataques más letales contra personal ruso en África desde 2017.

## Batalla

### Preludio
El 20 de julio, un convoy de casi 20 vehículos que transportaban soldados de las FAM y mercenarios de Wagner participó en una serie de operaciones de búsqueda en el norte de Malí, principalmente en busca de rebeldes tuareg que tenían territorio en los bastiones de Inafarak y Tinzawatène. Según el Grupo Wagner, los combates comenzaron el 22 de julio e involucraron a su 13.ª brigada de asalto. Los mercenarios estaban comandados por Sergei Shevchenko, cuyo indicativo de llamada era «Pond», y derrotaron con éxito a la mayoría de los rebeldes islamistas, obligando al resto a retirarse.
El 23 de julio, Inafarak fue capturada por las fuerzas malienses y el convoy se dirigió hacia Boghassa. Fue atacado por un artefacto explosivo improvisado cerca del valle de Tamassahart y un vehículo blindado de transporte de personal quedó inutilizado, pero el convoy continuó y se dirigió hacia Tinzawatène.

### Emboscada
El 25 de julio a las 14:50 GMT, los rebeldes tuaregs tendieron una emboscada al convoy cuando se dirigía a Tinzawatène, a 19 km de la comuna. Se estima que diez soldados malienses y cinco mercenarios murieron en la emboscada, y varios vehículos quedaron inutilizados. Se envió un helicóptero de rescate para evacuar a los heridos. Las fuerzas rusas y de las FAM se vieron obligadas a adoptar una posición en terreno bajo con pocas barreras naturales, mientras que los francotiradores tuareg se situaron en terreno elevado. Los combates obligaron a los civiles de la comuna a evacuar.

### Reagrupamiento y posterior batalla
Ambos bandos se vieron obligados a retirarse debido a una tormenta de arena en la zona, y las fuerzas fronterizas argelinas aumentaron su presencia en la zona. El Grupo Wagner dijo que esto permitió a los rebeldes reagruparse y aumentar su número a más de 1000, y también se desplegaron mercenarios Wagner adicionales. La Alianza de los Estados del Sahel afirmó que las FAM repelieron la emboscada e infligieron fuertes bajas a las fuerzas tuareg durante la batalla, y que el grupo abandonó los cuerpos de sus combatientes.
Según una declaración de la CSP del 27 de julio, las fuerzas tuareg se apoderaron de vehículos blindados, camiones cisterna y camiones durante los combates de los últimos dos días. Las FAM dijeron que dos de sus soldados murieron y otros diez resultaron heridos en un ataque rebelde el 26 de julio, mientras que 20 rebeldes también murieron y varios vehículos quedaron inutilizados. La CSP también dijo que dañó un helicóptero que transportaba personal herido de Wagner, lo que provocó que se estrellara en Kidal. Las FAM reconocieron la pérdida, afirmando que el helicóptero Mil Mi-24 se estrelló durante una misión de rutina sin que se produjeran víctimas mortales. Mientras tanto, el Grupo Wagner afirmó que los rebeldes aumentaron su potencia de fuego con armas pesadas, vehículos aéreos no tripulados y «vehículos suicidas».
El 27 de julio, la CSP reivindicó la victoria en la batalla, diciendo que había derrotado y «aniquilado» a otro batallón maliense apoyado por mercenarios de Wagner, y los pocos supervivientes huyeron o se rindieron y fueron hechos prisioneros. Los rebeldes también se apoderaron de equipo y armas malienses, que reconocieron que siete de sus combatientes murieron y otros 12 resultaron heridos. Un portavoz del grupo rebelde dijo que los combatientes del Azawad tomaron el control de la comuna y el territorio más al sur en la región de Kidal. El Grupo Wagner hizo una declaración el mismo día diciendo que sólo tres de sus mercenarios sobrevivieron y continuaron luchando.
La tarde del 27 de julio, los rebeldes publicaron en Internet numerosos vídeos con las consecuencias de la batalla. Las imágenes muestran alrededor de 30 cadáveres de combatientes del Grupo Wagner tirados en el desierto, equipos destruidos y capturados, así como prisioneros, incluidos militares locales y mercenarios rusos.
El 29 de julio, el Kyiv Post informó que los rebeldes desplegaron una bandera ucraniana después de derrotar al Grupo Wagner en la comuna, lo que indica su apoyo a Ucrania. La Dirección Principal de Inteligencia de Ucrania dijo que les dio a los rebeldes información y asistencia adicional que les permitió su victoria contra los «criminales de guerra rusos» en la batalla.

## Bajas
La cantidad de rusos muertos en la batalla no está clara. El Grupo Wagner confirmó que sufrió grandes pérdidas durante los combates, pero no dio una cifra exacta de muertos. Confirmó que el comandante Sergei Shevchenko murió en combate. Un ex empleado de las Naciones Unidas en Kidal dijo que al menos 15 mercenarios de Wagner murieron o fueron capturados durante la batalla.
Según Baza, un canal de noticias en Telegram con vínculos a las fuerzas de seguridad rusas, al menos 20 rusos murieron, mientras que el grupo paramilitar Rúsich, que tiene vínculos con el Grupo Wagner, dijo en Telegram que 80 mercenarios murieron y al menos 15 fueron capturados. Un ex mercenario del Grupo Wagner le dijo a BBC News Russian que al menos 82 rusos murieron en la batalla. Fuentes rusas confirmaron que Nikita Fedyanin estaba entre los muertos y subió fotos supuestamente de su cuerpo a las redes sociales. Era administrador del canal de Telegram Grey Zone, vinculado a Wagner, que tiene más de 500 000 suscriptores. Algunos canales rusos de Telegram informaron de la muerte de Anton Yelizarov, un comandante que dirigió las operaciones de Wagner en Soledar y Bajmut durante la invasión rusa de Ucrania. Un corresponsal de guerra ruso dijo que fue capturado por los rebeldes e intercambiado, sin embargo, se desconoce su destino real.
Un comandante tuareg dijo que 54 mercenarios de Wagner y siete soldados malienses murieron. JNIM, que también se atribuyó la responsabilidad de la emboscada, afirmó que 50 mercenarios y diez soldados malienses murieron después de que atacaron el convoy con poderosos dispositivos explosivos improvisados.

## Consecuencias

### Impacto en el Grupo Wagner
El Instituto para el Estudio de la Guerra citó a blogueros militares rusos que afirmaron que el Ministerio de Defensa ruso «se regodeaba» por las pérdidas de Wagner en Mali y sugirieron que Rusia usaría la derrota para justificar el fin del despliegue de mercenarios en la región del Sahel y reemplazarlos con unidades de su Cuerpo de África.
El 1 de agosto, el ministro de Asuntos Exteriores ruso, Serguéi Lavrov, se comprometió a seguir apoyando económica y militarmente a la junta de Mali, sin mencionar los acontecimientos que ocurrieron durante la batalla.

### Ruptura de relaciones con Ucrania
El 4 de agosto de 2024, Mali rompió relaciones diplomáticas con Ucrania con efecto inmediato, después de que un alto funcionario ucraniano, según Bamako, admitiera la participación de Kiev en este ataque.

### Ataques de represalia
El 31 de julio, Mali y Burkina Faso llevaron a cabo ataques aéreos conjuntos en el área de Tinzawatène. Las FAM afirmaron que los ataques aéreos tenían como objetivo «una coalición de terroristas» y objetivos importantes como depósitos de oro, posiciones logísticas y vehículos, al tiempo que instaba a los civiles a mantenerse alejados. Mientras tanto, la CSP condenó los ataques y dijo que un ataque con drones burkineses mató a más de 50 trabajadores migrantes africanos en minas de oro que provenían de Chad, Níger y Sudán.

### Relaciones entre Argelia y Malí
El 31 de agosto, Mali condenó a Argelia en la ONU, acusándola de difundir “propaganda terrorista”.